# Natursteig Sieg

De Natursteig Sieg is een langeafstandswandelpad in Duitsland. Het pad is 196 kilometer lang en loopt in 14 etappes van Siegburg naar Mudersbach. De route werd geopend in 2011.